# Japan Open Tennis Championships 2019
Il Japan Open Tennis Championships 2019 è un torneo di tennis giocato su campi in cemento all'aperto. È stata la 47ª edizione del Japan Open Tennis Championships, che fa parte del circuito ATP Tour 500 nell'ambito dell'ATP Tour 2019. Gli incontri si sono svolti all'Ariake Coliseum di Tokyo, Giappone, dal 30 settembre al 6 ottobre 2019.

## Partecipanti ATP singolare

### Teste di serie
| Nazionalità | Giocatore      | Ranking* | Testa di serie |
| ----------- | -------------- | -------- | -------------- |
| Serbia      | Novak Đoković  | 1        | 1              |
| Croazia     | Borna Ćorić    | 14       | 2              |
| Belgio      | David Goffin   | 15       | 3              |
| Francia     | Benoît Paire   | 23       | 4              |
| Francia     | Lucas Pouille  | 24       | 5              |
| Croazia     | Marin Čilić    | 28       | 6              |
| Stati Uniti | Taylor Fritz   | 30       | 7              |
| Australia   | Alex de Minaur | 31       | 8              |

* Ranking aggiornato al 23 settembre 2019.

### Altri partecipanti
I seguenti giocatori hanno ricevuto una wildcard per il tabellone principale:
- Tarō Daniel
- Gō Soeda
- Yūichi Sugita

Il seguente giocatore è entrato in tabellone come special exempt:
- Lloyd Harris

I seguenti giocatori sono passati dalle qualificazioni:

- Pablo Andújar
- John Millman
- Alexei Popyrin
- Yasutaka Uchiyama

### Ritiri
Prima del torneo
- Kevin Anderson → sostituito da  Lorenzo Sonego
- Laslo Đere → sostituito da  Juan Ignacio Londero
- Pierre-Hugues Herbert → sostituito da  Jordan Thompson
- Kei Nishikori → sostituito da  Miomir Kecmanović
- Milos Raonic → sostituito da  Yoshihito Nishioka
- Stan Wawrinka → sostituito da  Filip Krajinović

## Partecipanti ATP doppio

### Teste di serie
| Nazione     | Giocatore         | Nazione     | Giovatore              | Ranking* | Testa di serie |
| ----------- | ----------------- | ----------- | ---------------------- | -------- | -------------- |
| Spagna      | Marcel Granollers | Argentina   | Horacio Zeballos       | 12       | 1              |
| Francia     | Nicolas Mahut     | Francia     | Édouard Roger-Vasselin | 35       | 2              |
| Stati Uniti | Rajeev Ram        | Regno Unito | Joe Salisbury          | 39       | 3              |
| Croazia     | Mate Pavić        | Brasile     | Bruno Soares           | 39       | 4              |

* Ranking aggiornato al 23 settembre 2019.

### Altri partecipanti
Le seguenti coppie hanno ricevuto una wildcard per il tabellone principale:
- Luke Bambridge /  Ben McLachlan
- Fabrice Martin /  Yasutaka Uchiyama

Le seguenti coppie sono passate dalle qualificazioni:
- Divij Sharan /  Artem Sitak

## Punti e montepremi

### Distribuzione dei punti
| Torneo    | V   | F   | SF  | QF | 2T   | 1T | Q    | Q2   | Q1   |
| Singolare | 500 | 300 | 180 | 90 | 45   | 0  | 20   | 10   | 0    |
| Doppio    | 500 | 300 | 180 | 90 | N.D. | 0  | N.D. | N.D. | N.D. |

### Montepremi
| Torneo  | V        | F        | SF      | QF      | 2T      | 1T      | Q2     | Q1     |
| Singles | $384,120 | $188,315 | $94,755 | $48,195 | $25,025 | $13,200 | $2,920 | $1,490 |
| Doubles | $115,650 | $65,620  | $28,400 | $14,580 | N.D.    | $7,540  | N.D.   | N.D.   |

## Campioni

### Singolare
Novak Đoković ha sconfitto in finale  John Millman con il punteggio di 6-3, 6-2.
- È il settantaseiesimo titolo in carriera per Đoković, il quarto della stagione.

### Doppio
Nicolas Mahut /  Édouard Roger-Vasselin hanno sconfitto in finale  Nikola Mektić /  Franko Škugor con il punteggio di 7–6(7), 6-4.